# Iglesia de Santa Lucía (Rairo)
La Iglesia de Santa Lucía es un templo católico del siglo xx ubicado en Rairo, Orense (Galicia, España).

## Historia

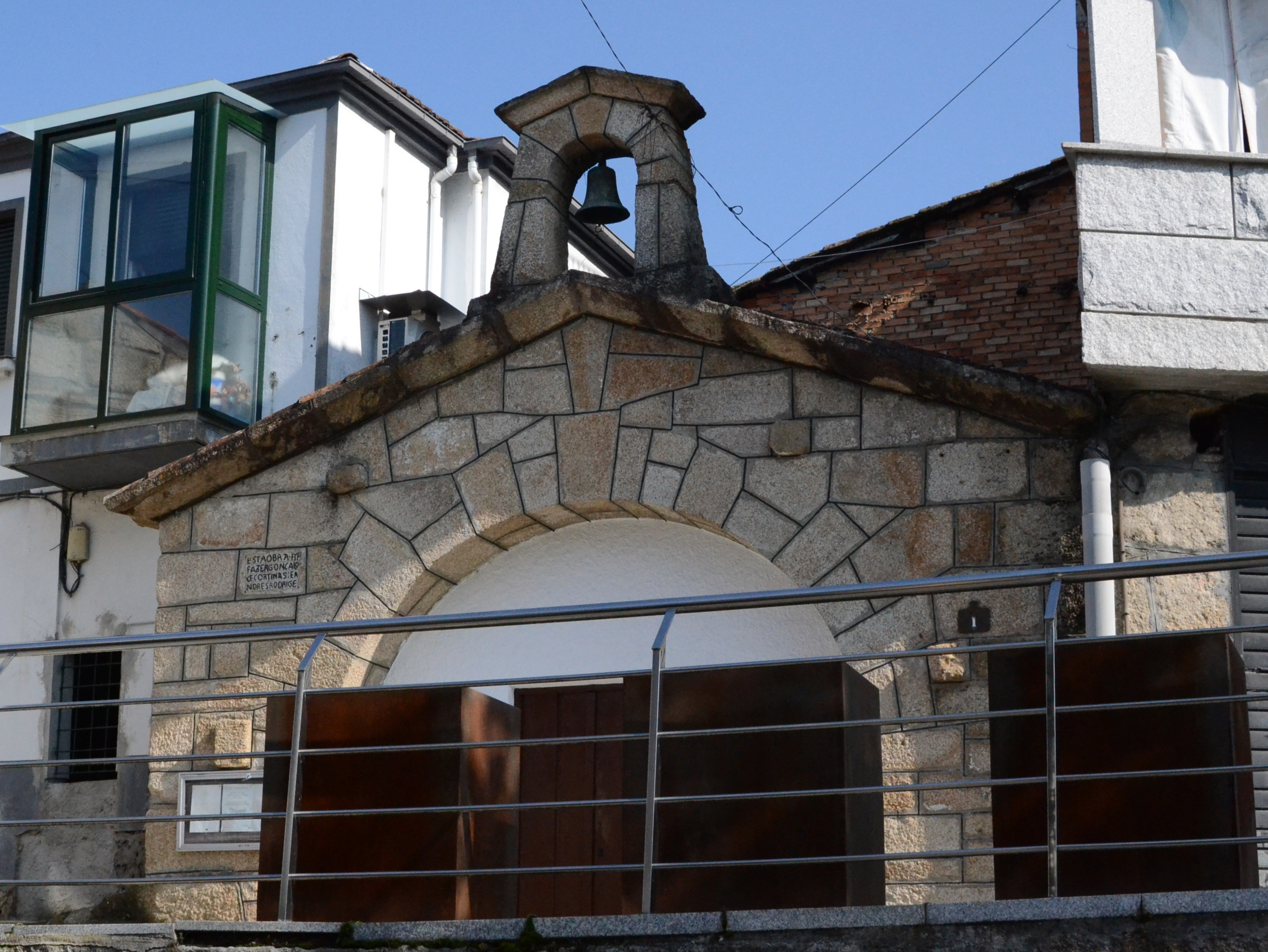
Capilla de Santa Lucía

En sus orígenes parte de la feligresía de la Santísima Trinidad, el templo primitivo consistía en una pequeña capilla del siglo xv (existente a día de hoy y objeto de múltiples reformas). Una imagen de Santa Lucía era antiguamente llevada en procesión desde la Iglesia de la Santísima Trinidad hasta la capilla la víspera de su festividad, celebrándose previamente una novena, pagada por devotos, en la Santísima Trinidad. Entre 1956 y 1957 los vecinos de Rairo constituyeron una comisión destinada a buscar un terreno en el que erigir un nuevo templo. Uno de los miembros de la comisión, Antonio Montero, donó un solar situado a las afueras, si bien el mismo no complació a Agustín Madarnás, administrador de la capilla, quien deseaba que la iglesia fuese levantada en una zona más céntrica. Para este fin se establecieron negociaciones con Antolín Losada, quien cedió al obispo el terreno (valorado en 1000 pesetas de la época) en el que se halla la actual iglesia bajo la condición de que el espacio fuese empleado con carácter exclusivo para la construcción del templo, cuya inauguración tuvo lugar en 1960, acometiéndose importantes reformas entre los meses de octubre y diciembre de 2016.

## Descripción

### Exterior
La fachada, de líneas simples y muy similar a nivel arquitectónico a la de la Parroquia de la Inmaculada de Montealegre, construida al mismo tiempo que la de Santa Lucía de Rairo, posee techo a dos aguas con cubierta a dos alturas y un portón ubicado bajo un arco de medio punto con 19 dovelas y dos pequeños óculos a ambos lados, estando la estructura, realizada en piedra, coronada por una espadaña compuesta por tres vanos de medio punto (el del medio de mayor tamaño que los de los extremos) y, sobre esta, un reloj y una cruz, todo ello enmarcado por aletones. Destacan en la parte superior de los muros laterales una hilera de ventanas que proporcionan luz natural al interior.

### Interior

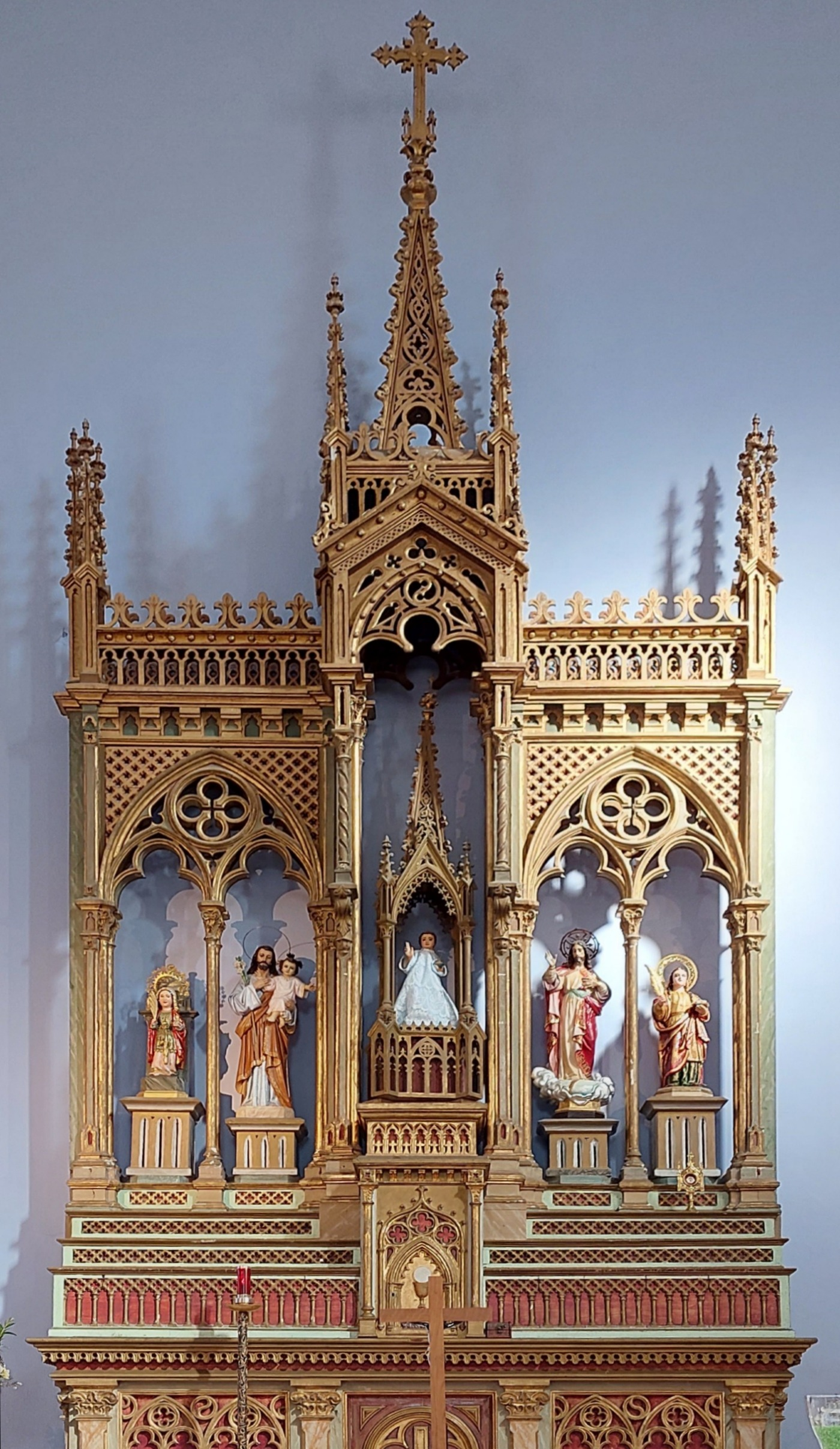
Retablo mayor

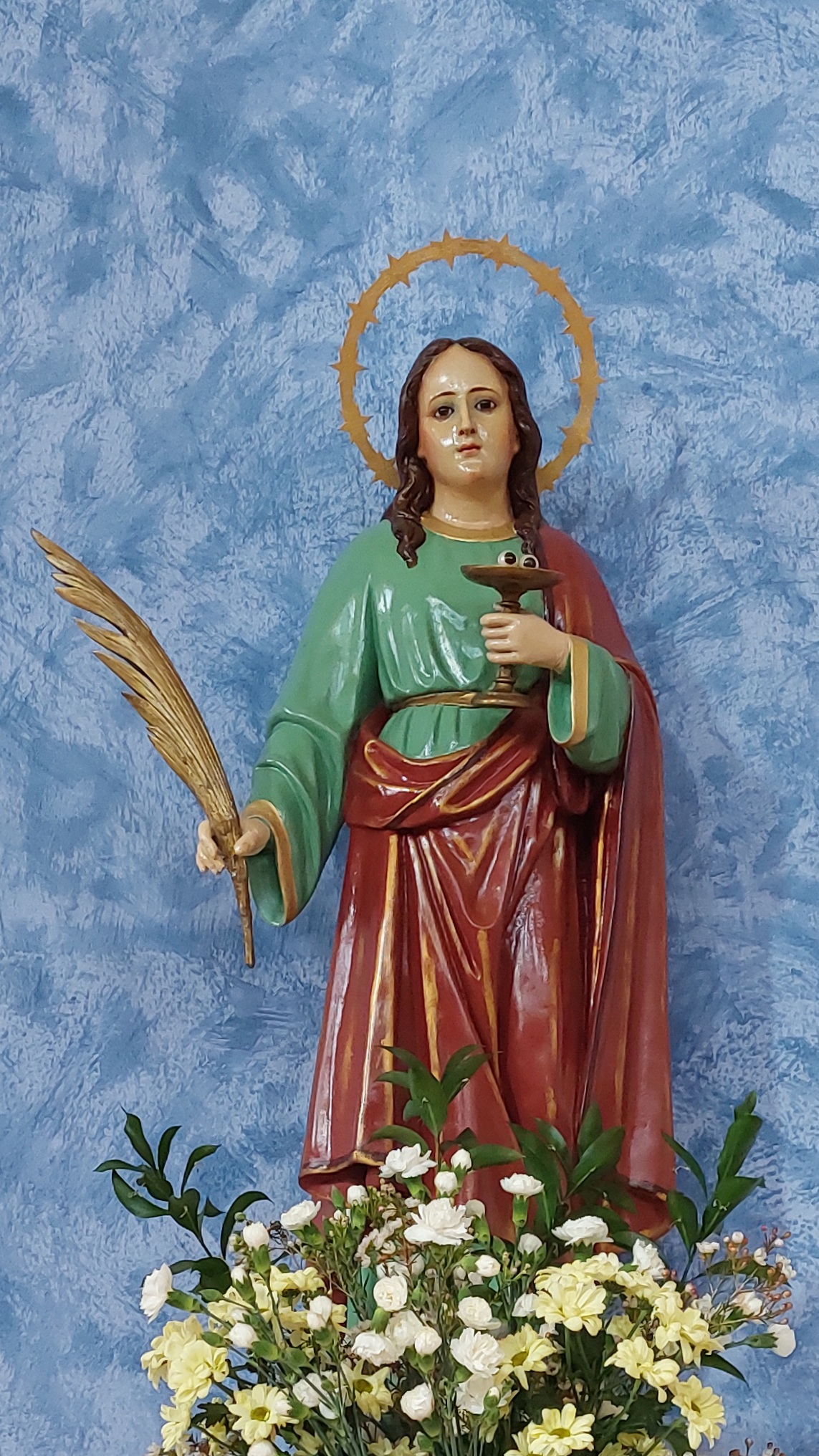
Talla de Santa Lucía

El interior, con planta rectangular dividida en tres naves por columnas de fuste liso en las que se apoyan sencillos arcos escarzanos, posee formas simples y decoración austera acorde a los postulados del Concilio Vaticano II y a la estética minimalista de la década de 1960. La capilla mayor, de planta octogonal, alberga un retablo neogótico con policromía dorada de un cuerpo y cinco calles presidido por una imagen de vestir del Niño Jesús, representando el resto de imágenes a Santa Bárbara, San José, el Sagrado Corazón y Santa Lucía. Este retablo presenta en los extremos dos arcos trilobulados coronados por un cuadrilóbulo, todo ello enmarcado en un arco ojival situado bajo una superficie de crestería, mientras que la calle central muestra una estructura triangular sobre arco apuntado, estando todo el conjunto coronado por un chapitel en el centro y por agujas en los extremos. Destaca el hecho de que la talla del Niño Jesús se encuentra custodiada en un baldaquino neogótico el cual se compone de un arco ojival polilobulado coronado por un chapitel al igual que el retablo.
En los extremos de la capilla mayor y bajo arcos de medio punto sobresalen sendas estatuas de la Inmaculada Concepción y Nuestra Señora de los Dolores, mientras que en las naves laterales, de menor altura que la central, se hallan dispuestos dos cuadros, alusivos a San Miguel Arcángel y a San Ramón Nonato (anteriormente ubicados en la capilla mayor), y cuatro imágenes de bulto redondo bajo sencillos arcos apuntados sostenidos por pilastras: una estatua de San Antonio de Padua y una imagen de la Virgen de Fátima en la nave de la epístola, y una talla de Santa Lucía (de mayor tamaño que la del retablo) y una escultura de Santa Rita, entregada a la parroquia a finales de 2020 y bendecida el 1 de enero de 2021, en la nave del evangelio. Por su parte, sobre la puerta de entrada, en la zona de la tribuna, destaca un ventanal con forma de arco de medio punto que proporciona luz natural al templo, el cual se halla dotado de una gran luminosidad gracias a las tonalidades claras de los muros, con tonos salmón y lila para las naves, morado para los extremos de la capilla mayor, y celeste para el trasaltar.

## Santa Lucía
Es costumbre que el 4 de diciembre, día en que se da inicio a la novena en honor a Santa Lucía, la imagen custodiada en la capilla procesione hasta el templo parroquial, donde se dispone un pequeño altar en el presbiterio para su veneración, regresando a la capilla el 14 de diciembre. Antiguamente, cuando aún no existía la iglesia y dadas las malas condiciones del camino, la procesión hasta la capilla desde la Iglesia de la Santísima Trinidad (presidida por su párroco, quien estaba acompañado por el sacristán, varios monaguillos y un gaitero) se dividía en dos partes: la primera discurría hasta el inicio del Camino Viejo del Posío, donde empezaba la segunda parte del recorrido, para lo cual el abad retiraba la capa de color rojo que adornaba la imagen y la estatua era guardada en un cesto para evitar desperfectos, celebrándose el día de la fiesta misa cantada y baile junto a la capilla, donde se hallaba el palco de la música, con numerosos puestos de rosquilleras y castañeras además de vendedores de dulces de Allariz.
En 2020, a causa de la crisis sanitaria provocada por la pandemia de la COVID-19, la imagen custodiada en la capilla no pudo procesionar hasta la iglesia, por lo que a modo de sustitución se procedió a bajar la talla de Santa Lucía dispuesta en el retablo mayor para que fuese venerada por los fieles en su lugar.